# Aporosa longicaudata
Aporosa longicaudata är en emblikaväxtart som beskrevs av Ryozo Kanehira, Sumihiko Hatusima och Anne M. Schot. Aporosa longicaudata ingår i släktet Aporosa och familjen emblikaväxter. Inga underarter finns listade i Catalogue of Life.